# Tiderne Skifter
 For alternative betydninger, se Tiderne Skifter (flertydig). (Se også artikler, som begynder med Tiderne Skifter)
Tiderne Skifter er et dansk forlag, grundlagt 1973, som udgiver dansk og oversat skønlitteratur, samt kultur- og debatbøger.

## Historie
I 1973 var Claus Clausen sammen med sin hustru, Suzanne Giese, medstifter af det ny forlag Tiderne Skifter, som han ledede, mens hun fungerede redaktør. I 1980 blev parret skilt, og Giese forlod forlaget. Tiderne Skifter blev overtaget af Gyldendal i 1988, men tilbagekøbt af Claus Clausen i 2002.
Forlaget havde i sit første tiår en profil præget af marxisme og kvindekamp. Forlagets første udgivelse blev Gieses bog Derfor kvindekamp, der handler om kvinders undertrykkelse. Dets anden udgivelse blev den tyske terrororganisation Baader-Meinhof-gruppens politiske manifest, Væbnet kamp i Europa.
I fællesskab med blandt andre Hans-Jørgen Nielsen, Svend Åge Madsen og Ebbe Kløvedal Reich lancerede Claus Clausen tidsskriftet Mak og senere det kulturpolitiske og marxistiske tidsskrift Hug!, der nåede at udkomme i 65 numre fra 1974 til 1997.
Clausen og Giese lancerede også serien "Tryk" med danske debutanter; heriblandt Dan Turèll og Ib Michael. Andre kendte udgivelser fra forlaget er Hans-Jørgen Nielsens Fodboldenglen og Kvinde, kend din krop.

## Udgivelser
Tiderne Skifter har siden grundlæggelsen udgivet mere end 1.500 forskellige bøger inden for såvel dansk som udenlandsk skønlitteratur, politisk debatlitteratur, køns- og seksualpolitiske bøger, samt almen kulturhistorisk og -kritisk litteratur. Med udgangspunkt i 1970ernes politiske kultur med kvindebevægelse og ungdomsoprør, venstrebevægelse og kollektiver har forlaget en samfundskritisk udgivelseslinje bestående af politiserende bøger inden for områder som køn og modernitet, feminisme, sexologi, computerkultur, fremtidsforskning, psykoanalyse, billedkunst og fotografiske værker m.m.

## Ejerforhold
Forlagets grundlægger, Claus Clausen, er fortsat direktør for virksomheden. Fra 1988 til 2002 var forlaget en del af Gyldendal-gruppen, men er i dag selvstændigt. Fra 1. februar 2016 blev forlaget solgt og er nu igen en del af Gyldendal.